# Vaccinium impressinerve
Vaccinium impressinerve är en ljungväxtart som beskrevs av Cheng Yih Wu. Vaccinium impressinerve ingår i Blåbärssläktet, och familjen ljungväxter. Inga underarter finns listade i Catalogue of Life.